# Southern Hotel
El Southern Hotel en Covington, Luisiana, está ubicado en la división del distrito histórico de St. John, también conocido como el distrito histórico de Covington, un distrito histórico que se incluyó en el Registro Nacional de Lugares Históricos en 1982.

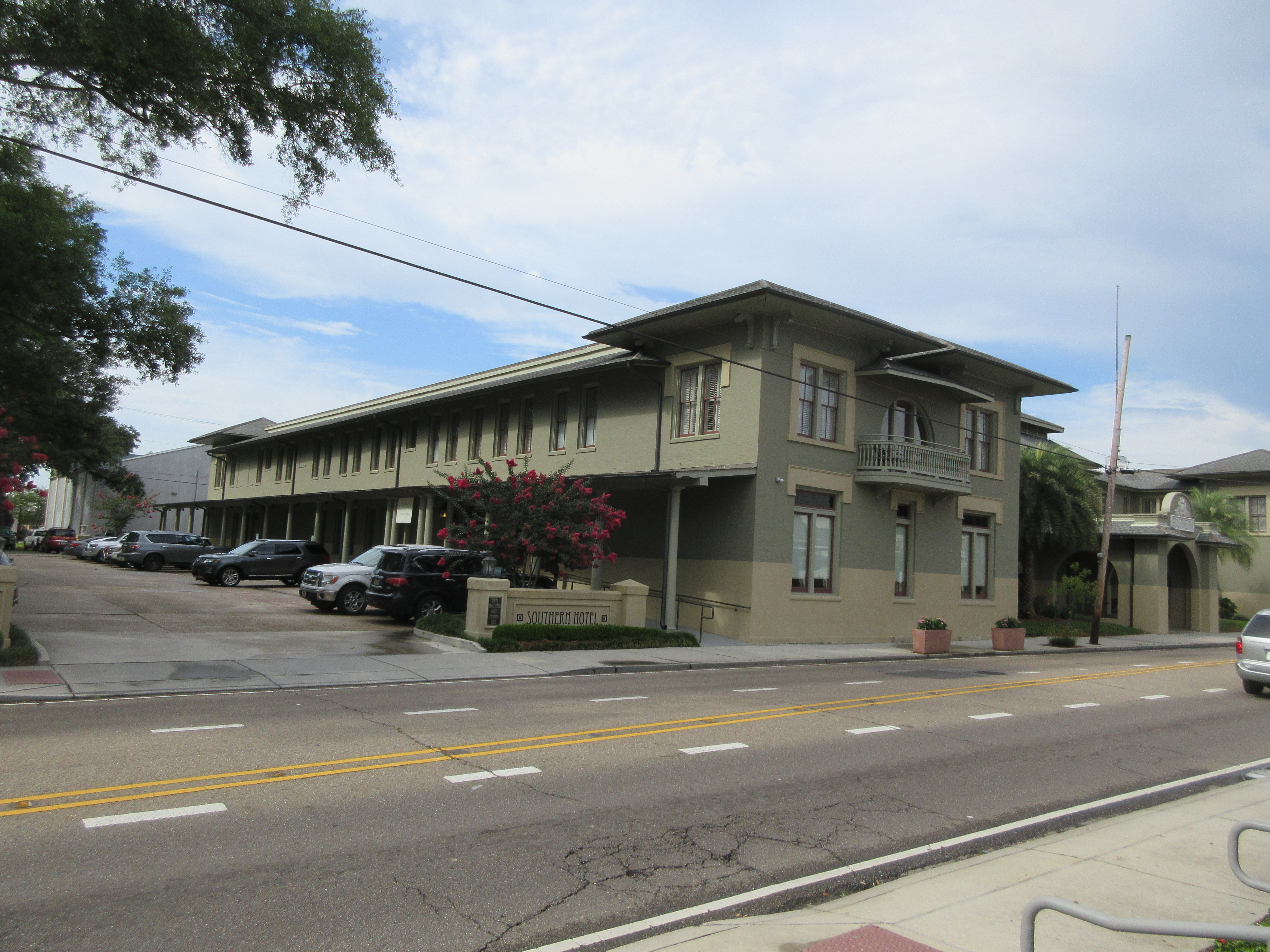
Pabellón de esquina, en 2017

Es un punto de referencia local. Es un edificio comercial de ladrillo de dos pisos con escaparates en la planta baja, construido en 1907. En 1982, estaba en proceso de restauración. Consistía en 305, 307, 313, 315 y 317 New Hampshire, y 426, 428, 430, 434 Boston. Tiene "dos pabellones que se proyectan en las esquinas, balcones a juego en las alas, toldos fijos con travesaños elevados, ventanas arqueadas con dinteles arqueados y soportes elaborados".
Es miembro de los Hoteles Históricos de América. Data de 1907. Fue reabierto como hotel en 2014.